# Kiégési szindróma
Az Egészségügyi Világszervezet (WHO) szerint a kiégési szindróma a krónikus munkahelyi stresszből eredő szindróma, amelynek tünetei a következők: "az energia kimerülésének vagy kimerültségének érzése; a munkától való fokozott mentális távolságtartás vagy a munkával kapcsolatos negativizmus vagy cinizmus érzése; és a szakmai hatékonyság csökkenése". Bár a kiégés befolyásolhatja az egészségi állapotot, és ok lehet arra, hogy az emberek egészségügyi szolgáltatásokhoz forduljanak, a WHO önmagában nem sorolja orvosi állapot vagy mentális zavar kategóriájába. A WHO továbbá megállapítja, hogy "a kiégés kifejezetten a foglalkozási kontextusban jelentkező jelenségekre utal, és nem alkalmazható az élet más területein tapasztaltak leírására".
Kezdetben önsegítő közösségek tagjainál, krízisintervenciós központok munkatársainál, egészségügyi és szociális intézmények dolgozóinál figyelték meg, azonban a későbbi vizsgálatok során pedagógusoknál, jogászoknál, rendőröknél is tapasztalták a jelenséget. Szinte minden foglalkozás esetében előfordulhat, azonban a kutatások azt mutatják, hogy a humán szolgáltatások területén dolgozók körében nagyobb a veszélye.
Magyarországon a témával kapcsolatos kutatások az 1990-es évektől kezdve szaporodtak meg és màig leginkàbb egészségügyi dolgozókra összpontosítanak.

## Történet
Dr. Antalka Ágota az alábbi táblázatban kronologikus sorrendben azt mutatja be, hogy melyik szerző milyen új megállapítást csatolt a fogalom meghatározásához az évek folyamán:
| Dátum | Név                       | A Burnout meghatározása                                                                                    | A Burnout meghatározása |
| Dátum | Név                       | Lényege | Kulcsszavak             |
| 1974  | FREUDENBERGER             | Krónikus emocionális megterhelések következménye: fizikai, emocionális, mentális kimerülés                 | kimerülés               |
| 1980  | FREUDENBERGER – RICHELSON | Cél iránti elkötelezettség, életstílus vagy kapcsolat nem kívánt eredménye                                 | elkötelezettség         |
| 1981  | KAFRY                     | Emberekért való intenzív erőfeszítés következtében való tartós emocionális terhelés                        | erőfeszítés, terhelés   |
| 1981  | MASLACH                   | Hármas tünetegyüttes: –érzelmi kimerülés –deperszonalizáció, elszemélytelenedés –csökkent teljesítmény     | eltávolodás             |
| 1991  | FEKETE                    | Inkompetencia                                                                                              | kompetencia             |
| 1994  | MORENO                    | Szerepkudarc                                                                                               | kudarc                  |
| 1995  | HÉZSER                    | Egyén és környezet korrelációs kölcsönhatására az egyén egyidőben okozója és alanya a veszélyes állapotnak | egyén és környezet      |
| 1996  | KNAUDER                   | A tanári attitűd következtében kialakuló rossz tanár–diák kapcsolat                                        | attitűd                 |
| 1998  | KULCSÁR                   | Transzperszonális élmények következtében empátiáskapacitás kimerülése                                      | empátia                 |
| 1999  | PETRÓCZI                  | Elégedetlen anyagi helyzet, elégedetlen életvitel                                                          | elégedetlenség          |
| 2001  | ÓNODI                     | Energiaforrás gyengülése– lemerülés (Nyelvtani forma értelmezése)                                          | lemerülés               |

### Herbert Freudenberger és az első leírás
Bár az első megfogalmazást sokan Herbert Freudenberger német-amerikai pszichiáternek 1974-ben megjelent "Staff Burnout" című cikkének tulajdonítják, valójában már 1969-ben megjelent egy cikk, amelyben Harold. B. Bradley leírt egy bizonyos munkahelyi okozta stresszt "burnout" néven. Ez azonban nem változtat azon a tényen, hogy Freudenberger cikke volt az, amely valóban felkeltette az érdeklődést a fogalom iránt.
Az 1970-es években Freudenberger egy ingyenes klinikát vezetett drogfüggők számára New York Lower East Side-ján. A klinikát főként fiatal önkéntesek működtették. Freudenberger azután kezdte el megfigyeléseit, hogy észrevette, hogy ezek közül az önkéntesek közül sokan körülbelül egy évnyi tevékenység után elvesztették minden motivációjukat. Észrevette, hogy ezt a változást jellegzetes fizikai tünetek kísérik, mint például kimerültség, fáradtság, tartós megfázás, fejfájás, gyomor-bélrendszeri problémák és álmatlanság. Tehàt "Staff burnout" cikkében kollégái és saját maga szubjektív tapasztalatát írja meg, mint ingyenklinikán dolgozó egészségügyi személyzet.
A kiégés állapota azokat érinti, akik szakmailag és érzelmileg is nagymértékben kötődnek a betegekhez. A kiégést úgy definiálja, hogy az ember elveszíti a munkájával kapcsolatos motivációját, különösen akkor, ha a nagyfokú elkötelezettség nem hozza meg a várt eredményeket. Freudenberger megjegyzi, hogy "éppen azért, mert elköteleztük magunkat a feladatunknak, beleesünk abba a csapdába, hogy megroppanunk ". Freudenberger és Richelson 1980-ban megfogalmazott véleménye szerint a kiégés szindróma akkor alakul ki, amikor az egyének idealizált képet alkotnak magukról, dinamikusnak, karizmatikusnak és különösen kompetensnek látják magukat, és végül elveszítik a kapcsolatot valódi önmagukkal.
Freudenberger munkájában nagyobb hangsúlyt fektet a viselkedési tünetekre, és az érzelmeik által túlterhelt egyének képét rajzolja meg. A düh, az ingerültség, a feszültséggel és az új helyzetekkel való megbirkózásra való képtelenség, valamint az energiavesztés az első jelei annak, amit ő "összeomlásnak" vagy "érzelmi és mentális kimerültségnek" nevez. Herbert Freudenberger úgy véli, hogy a negatív attitűdök és a cinizmus is része a klinikai képnek. Meghatározza a túlhajszolás stratégiáit, mint például az egyre több időt tölt a munkahelyen és a hatástalan hiperaktivitás, valamint az elkerülő stratégiákat, mint például az elszigeteltség keresése és a kollégákkal való kapcsolat elutasítása. A kiégés kifejezést akkoriban a kábítószer-függőség hatásainak leírására használták; Freudenberger számára ez hatékony metafora volt az általa megfigyelt összes tünetre.
A kiégésnek ebben a konceptualizációjában az egyéni tényezők fontos szerepet kapnak a kiégés szindróma kialakulásában, mivel az érintettek azok az egyének, akik elkötelezettek és odaadóak egy ügy iránt. Freudenberger és Richelson 1980-ban a következőképpen definiálta:
"A krónikus fáradtság, depresszió és frusztráció olyan állapota, amelyet egy ügy, életmód vagy kapcsolat iránti odaadás okoz, amely nem hozza meg a várt jutalmat, és végül a munka iránti elkötelezettség és teljesítmény csökkenéséhez vezet".

### Christina Maslach és a interperszonális kapcsolatok
Christina Maslach szociálpszichológiai kutató egyike azoknak, akik segítettek a fogalom megalapozásában és érvényességének megállapításában. Egy 1993-as szövegében elmeséli, hogy az 1970-es években végzett kutatásai során – némileg véletlenül, ahogy ő magyarázza – maga is felfedezte a kiégés szindrómát, amikor az érzelmi aktiváltság állapotainak, különösen a távoli aggodalomnak és a tárgyiasításnak mint önvédelemnek a kezeléséhez használt stratégiák iránt érdeklődött.
A "távol aggodalom" például az orvosnak az együttérzést és az érzelmi távolságtartást ötvöző ideális magatartására utal. Miközben az orvos aggódik a páciense jólétéért, ugyanakkor ügyel arra is, hogy a túlzott belekeveredés elkerülése révén megőrizze objektivitását. A "tárgyiasítás mint önvédelem" fogalma, amelyet Philip Zimbardo vezetett be 1970-ben, azt fejezi ki, hogy az érzelmi kitörésektől úgy védjük meg magunkat, hogy az egyén helyett "eseteket" vizsgálunk. Amikor egy súlyos betegséggel vagy egy különösen aggasztó állapottal szembesül, az orvosnak könnyebb kezelést nyújtani, ha elfelejti a szenvedő személyt, és az "esetre" és annak tüneteire összpontosít.
E két elméleti koncepcióval felvértezve Christina Maslach ezután egy kutatási programba kezdett, amelynek keretében interjúkat készített az orvosi szakma, majd a mentális egészségügy területén dolgozó szakemberekkel (pszichiáterekkel, pszichiátriai ápolókkal stb.). Az elemzés több témát is feltárt: először is, bár az érzelmi élmények lehetnek örömteli tapasztalatok (egyes betegek valóban meggyógyulnak a szakember erőfeszítéseinek köszönhetően), a legtöbbször stresszesek is (a nehéz, kellemetlen betegekkel való munka, a rossz hírek átadása, a kollégákkal való konfliktus mind stresszfaktorok). Másodszor, a szakemberek képtelenek a távolságtartásra. Idővel negatív attitűdöket alakítanak ki a pácienseikkel szemben. Végül pedig érzelmi élményeiket kudarcként értelmezik, és megkérdőjelezik, hogy képesek-e ebben az ágazatban dolgozni, ezáltal leértékelve képességeiket.
1976-ban Christina Maslach véletlenül leírta kezdeti elemzései eredményeit egy bírónak, azt mondta neki, hogy hasonló jelenség jelenik meg a szociális nehézségekkel küzdő emberekkel foglalkozó ügyvédek körében. Ezek az ügyvédek ezt a jelenséget "kiégésnek" nevezik a szó metaforikus értelmében. Maslach elkezdte tanulmányozni a fogalmat.
Mivel úgy tűnik, hogy a kiégés mind az egészségügyi szakemberek, mind az ügyvédek esetében közös, Christina Maslach feltételezi, hogy a jelenség középpontjában a másokkal való munka, különösen a segítő kapcsolat áll. Herbert Freudenbergerrel ellentétben, aki a személyes tényezőket hangsúlyozza, ő a kiégés okait inkább a munkakörnyezetben és annak körülményeiben helyezi el. Ezt az elképzelést más szakmai csoportokkal készített interjúkkal igyekszik igazolni, amelyek tevékenysége szintén kapcsolatokkal jár. Az elemzésből minden esetben visszatérő témák rajzolódnak ki: érzelmi kimerültség, távolságtartás, negatív hozzáállás az ügyfelekkel vagy a betegekkel szemben. Ezek a megnyilvánulások egyértelműen szabályszerűséget mutatnak a különböző szakmákban.
1981-ben Maslach és Susan E. Jackson közzétett egy kiégést felmérő eszközt, a Maslach Burnout Inventory-t (MBI). Ez volt az első ilyen jellegű eszköz a maga nemében, és màig a leggyakrabban használt kiégési mérőeszköz. A két kutató a kiégést az érzelmi kimerültség, a deperszonalizáció (alacsony empátiaérzés a többi ember iránt a foglalkozási környezetben) és a munkával kapcsolatos személyes teljesítmények csökkent érzéseivel írta le (ez egyezik a jelenlegi WHO definíciójával).

### Korai klinikai vizsgálatok a hetvenes években
A hetvenes években a kutatàsok célja az volt hogy leirjàk a jelenséget. A kutatásokat megfigyelések, interjúk, sőt személyes tapasztalatok elemzése alapján kezdték szervezni (Herbert Freudenberger maga is szenvedett kiégéstől).
1975 és 1980 között számos cikk jelent meg a szakmai folyóiratokban. Ezeket a publikációkat inkább pragmatikus, mint tudományos szempontok vezérelték. Leggyakrabban egy tevékenység stresszes jellegét írták le, néhány klinikai esettanulmány illusztrálta a lényeget, és a szerzők különböző ajánlásokat fogalmaztak meg. Baron Perlman és Alan Hartman pszichológusok rámutattak arra, hogy e tudományos kutatás első szakaszát mennyire a fogalmak szétszóródása jellemezte. Negyvennyolc különböző definíciót sorolnak fel az 1974 és 1980 között megjelent cikkekben. Ezek között olyan eltérő elképzelések voltak, mint:
· kudarc, kimerülés ;
· a kreativitás elvesztése ;
· a munkahelyi elkötelezettség elvesztése
· a kollégák, a munka és az intézmény durvasága;
· a sikerhez kapcsolódó krónikus stresszre adott válasz, a "végigcsinálás";
· az ügyfelekkel és önmagával szembeni helytelen hozzáállás szindrómája.
Christina Maslach és Wilmar Schautfeli szintén megjegyzi, hogy ezekre a korai írásokra a következő pontok jellemzőek:
· a kiégés kifejezés jelentése szerzőnként nem feltétlenül azonos ;
· a kifejezés az egyén által megtapasztalható "válságok" egész sorát foglalja magában, azzal a kockázattal, hogy mindent magába foglal, és már nem jelöl meg semmit;
· ezek a korai írások nem empirikus adatokon, hanem elszigetelt esettanulmányokon alapultak. Különösen a kiégésben szenvedő egyéneknél kialakuló tünetekkel foglalkoznak.

### Empirikus kutatások a 80-as évek elején

#### Egy háromdimenziós szindróma
Az első szisztematikus empirikus kutatások az 1980-as évek elején jelentek meg. A kiégés fogalmát ekkor már világosabban definiálták és konceptualizálták. Christina Maslach az interjúkon alapuló kutatásai alapján kezdetben egy ideiglenes definíciót használt, amely szerint a szindróma két dimenziót ölel fel. Az első, az érzelmi kimerülés, az erőforrások elapadásának és a motiváció elvesztésének felel meg. A második, a deperszonalizáció, a Christina Maslach által vizsgált szakemberek ügyfelekkel, betegekkel és egyéb kapcsolatokkal szembeni távolságtartó és negatív hozzáállására utal.
Bár kezdetleges kutatásai ígéretes utakat tártak fel, még mindig túlságosan kevés egyedi esetre épülnek. Christina Maslach szisztematikusabb, módszeresebb és szigorúbb vizsgálatokat kivànt végezni. Nagyobb mintákat is meg akar vizsgálni, összehasonlítási céllal, és figyelembe kívánta venni a szituációs összefüggéseket. Ebben a szakaszban "a kulcskérdés a kiégés pontosabb definíciójának kidolgozása és egy standardizált mérőeszköz megalkotása " – magyarázza. Ezért (Kathy Kellyvel, Ayala Pinesszal és Susan Jacksonnal együtt) kérdőíves felméréseket és egy pszichometriai kutatási programot végzett, hogy egy operatívabb definícióhoz és egy érvényes mérési skálához jusson.
Az előzetes interjúkutatás során Christina Maslach az érzett érzelmek és attitűdök hatalmas regiszterét gyűjtötte össze, megjelölve ezt a jelenséget, amelynek pontosabb meghatározására törekszik. Ezeket a kifejezéseket egy negyvenhét tételből álló skálán csoportosította. Ezt a skálát, hatszázöt fős, több szakmai csoportból származó mintán adta be. A statisztikai elemzések megerősítették a már azonosított két dimenzió, az érzelmi kimerültség és a deperszonalizáció jelenlétét, bár valójában négy dimenziónak volt elegendő faktoriális súlya ahhoz, hogy megmaradjon : érzelmi kimerülés, deperszonalizáció, a személyes hatékonyság csökkenése és bevonódás érzése. Az utolsó tényezőt, a bevonódást, csak ideiglenesen tartottàk meg. Christina Maslach és Susan Jackson a továbbiakban a kiégést "az érzelmi kimerülés, a deperszonalizáció és a személyes hatékonyság csökkenése szindrómájaként határozza meg, amely olyan egyéneknél jelentkezik, akik szakmailag másokkal foglalkoznak ".
Az érzelmi kimerülés az energiahiányra utal, arra az érzésre, hogy az érzelmi erőforrások elfogytak. Az illető idegileg kimerült, és elvesztette minden lendületét; már nem motiválja a munkája, amely teherré válik. Már nem képesek elvégezni a korábban megszokott feladatokat, és emiatt frusztráltnak és feszültnek érzik magukat. Az érzelmi kimerülés gyakran összefügg a stresszel és a depresszióval. Mind az elméleti elképzelések, mind a jelenlegi empirikus eredmények központi szerepet tulajdonítanak neki a kiégés folyamatában.
A deperszonalizáció a kiégés szindróma interperszonális dimenzióját képviseli. A gondozottakkal szembeni személytelen, távolságtartó, negatív és cinikus attitűd kialakulására utal. Az egyén már nem érzi magát érintettnek a munkájában, és olyan gátat állít fel, amely elszigeteli őt az ügyfelektől és a kollégáktól. A "vakbélgyulladás a 22-es szobában" példa erre a hozzáállásra. A deperszonalizáció durvább formákat is ölthet, és az elutasítás, a megbélyegzés és a rossz bánásmód attitűdjeiben és viselkedésében nyilvánulhat meg. Ez egy rosszul alkalmazkodó stratégia, amelynek célja, hogy a belső erőforrások kimerülésével úgy birkózzon meg, hogy eltávolítja a segítséget kapó személyeket, vagy kéréseiket illegitimmé teszi.
Ez a hozzáállás lehetővé teszi, hogy alkalmazkodjunk az energia és a motiváció összeomlásához. Az ügyfeleket, felhasználókat, betegeket és tanulókat negatív fényben érzékeljük, így kéréseik és szükségleteik kevésbé sürgősen megoldandónak tűnnek. A "deperszonalizáció" kifejezés zavarhoz vezethet, mivel arra a pszichológiai állapotra is utal, amikor az önmagunk idegenségének benyomása uralkodik (lásd itt: Deperszonalizáció ). A "dehumanizáció "kifejezést is lehetett volna választani, de annak konnotációja nyilvánvalóan túl szélsőséges ahhoz, hogy megmaradjon.
A személyes hatékonysàg csökkenése egyaránt vonatkozik a saját munka és képességek leértékelésére, a célok elmaradásának meggyőződésére, valamint az önbecsülés csökkenésére. Az illető nem tulajdonít elismerést annak, hogy képes elvégezni a dolgokat, mivel meg van győződve arról, hogy nem felel meg a körülötte lévők elvárásainak. A személyes teljesítőképesség a burnout-szindróma önértékelési dimenziója.

#### A Maslach Burnout Inventory (MBI) mint mérőeszköz
Ezt a három faktort és az őket alkotó elemeket használták a kiégési szindróma mérésére. 1981-ben Maslach és Susan E. Jackson közzétett az első kiégést felmérő eszközt, a Maslach Burnout Inventory – Human Services Survey-t (MBI – HSS), amely kizàrólag az humán szolgáltatási szektorban foglalkozóknak a kiégési szintjét mérte. Később megjelent az MBI- Educators Survey (MBI – ES), ami kifejezetten a tanàroknak készült (tulajdonképpen csak annyi vàltozott hogy a "pàciens" szó, "diàk"-ra lett àtirva). Majd 1995 körül, megjelent az MBI – General Survey (MBI – GS) amely a kiégést minden foglalkozáson keresztül méri. Maslach (1996) igy értelmezi a különbséget: "az MBI-GS a kiégést a munkával való kapcsolat válságaként határozza meg, nem feltétlenül a munkahelyi emberekkel való kapcsolat válságaként."
1998-ban megjelent cikkben, Schaufeli és Enzmann, megjegyzi hogy az empirikus kutatàsok 90% az MBI valamelyik vàltozatàt alkalmazza. Ez màig a leggyakrabban használt kiégési mérőeszköz, tehàt teljes monopóliummal rendelkezik.
Ez a három alskálából álló mérőeszköz mára széles körben validált. Több nyelvre adaptálva messze a legszélesebb körben használt eszköz a kiégési szindróma mérésére. 2012-ben magyar fordítás is készült az MBI- HSS – ről. Az MBI huszonkét tételből áll: kilenc az érzelmi kimerülésre, öt a deperszonalizációra és nyolc a személyes hatékonysàg csökkentésére. Mindegyik tétel a vizsgált személy munkájának értékelésének egy-egy aspektusát képviseli. A válaszadó jelzi, hogy milyen gyakran tapasztalja a kérdéses érzést. A kimerültséget, a deperszonalizációt és a csökkent személyes kiteljesedést külön-külön mérik. Más szóval az egyénnek nem egy általános kiégési pontszámot, hanem mindhárom dimenzióra külön pontszámot kap. Azonban a kiégés kifejezés továbbra is e három különálló dimenzió egészére utal hisz egyetlen elméleti konstrukcióban kapcsolódnak össze.

## Màs megfogalmazàsok és mérőeszközök

### Copenhagen Burnout Inventory (CBI) (Kristensen et al., 2005)
Kristensen hevesen kritizàlja az MBI-t és annak monopóliumàt, 2005-ös cikkében: "A kiégés az, amit az MBI mér, és az MBI azt méri, hogy mi a kiégés." (193 o.) Cikkében hat pontba szedi hogy az MBI miért is nem felel meg mint mérőeszköz. Többek között kifejti hogy, szerinte a deperszonalizáció egy adott helyzetben kialakított megküzdési stratégia, míg a személyes hatékonysàg csökkenése csak egyike a hosszú távú stressz sok következményei közül. Ezért a kiégés új meghatározását és mérését javasolja. A Copenhagen Burnout Inventory, a fáradtságot és a kimerültséget helyezi a kiégés fogalmának középpontjába, és megkülönbözteti a kiégés három különböző formáját, amelyek különböző területeken alkalmazhatók : személyes kiégés, munkàval kapcsolatos kiégés, és a klienssel kapcsolatos kiégés.
- A személyes kiégés "az alany által érzett fizikai és pszichológiai fáradtság és kimerültség mértéke". A kérdéseket szándékosan úgy fogalmazták meg, hogy bármely ember képes legyen válaszolni rájuk;
- A munkával kapcsolatos kiégés "a fizikai és pszichológiai fáradtság és kimerültség mértékét jelenti, amelyet az alany a munkájával kapcsolatban érzékel" (ebben az esetben a munka valamilyen díjazást jelent);
- A klienssel kapcsolatos kiégés "a fizikai és pszichológiai fáradtság és kimerültség mértékére utal, amelyet az alany a felhasználókkal végzett munkájához kapcsolódóan érzékel".

Mindenekelőtt kiemelt szerepet tulajdonít az ok-okozati attribúciós folyamatoknak, amelyek során az alany megpróbál megmagyarázni, megérteni és megítélni egy jelenséget – más szóval értelmet adni pszichológiai és szomatikus tüneteinek. A kiégésről szóló médiamegjelenések hozzájárulnak a jelenség önfenntartásához, mivel "minél többet tudnak a humánszolgáltatási szakemberek a kiégéskutatás eredményeiről, annál valószínűbb, hogy a kiégést saját munkájuk talán elkerülhetetlen következményének tekintik" (Kristensen et al., 2005).
Ez is egy önkitöltős leltár, azaz a válaszadó maga tölti ki. A CBI szilárd pszichometriai tulajdonságokról tett tanúbizonyságot. Magyar verziójànak pszichometriai jellemzői szintén jónak tűnnek; "jó megbízhatósággal és érvényességgel rendelkezik, alkalmas a munkahelyi pszichoszociális kockázati tényezők széles körű felmérésére és nemzetközi összehasonlító vizsgálatok megvalósítására.".
Különösen a három alskála mindegyikének önállósága teszi lehetővé a meglehetősen részletes diszkriminatív megközelítést, például a vizsgált szakmától függően.

### Ayala Pines motivációs megközelítése
Ayala Pines motivációs megközelítést javasol. Szerinte sok ember számára a munka egzisztenciális keresést jelent. A kiégés az emberek azon igényében rejlik, hogy elhiggyék, hogy az életüknek van értelme, és hogy a dolgok, amelyeket tesznek – és következésképpen ők maguk is fontosak és jelentősek. Ha ez a keresés kudarcot vall, kiégés következik be. Az 1988 és 2002 között végzett tanulmányok alapján Ayala Pines a következő tényre alapozza érvelését: a kiégés leggyakrabban idézett definíciói a fáradtság és az érzelmi kimerültség állapotaként írják le, amely a kiábrándulás fokozatos folyamatának végállapotát jelenti a magas motiváció és elkötelezettség kezdeti állapotát követően. Kifejti, hogy "ahhoz, hogy "felemésztődj", először is lángra kell gyulladnod. A munkatúlterhelés, az adminisztratív korlátok és az ügyfelek ellenállása nem egyszerűen azért vezet kiégésszindrómához, mert akadályozzák a készségek használatát, hanem egy mélyebb okból: a készségek használatának lehetetlensége megfosztja az egyént attól az értelemtől, amelyet a munkájában keres " 
Azért válnak a kiégés áldozatává a szakemberek, mert nem tudják elérni a kívánt hatást. Minél jobban érintettek a kezdetektől fogva, annál nagyobb a valószínűsége, hogy kedvezőtlen munkakörülmények esetén elszenvedik a szindrómát. Valójában az Ayala Pines által javasolt modell hasonlít a stressz és a kiégés pszichológiai vizsgálatának modelljeihez, amelyekben az egyén feszültségei az egyéni elvárások vagy motiváció és a valóság közötti szakadékból erednek. A többi modellel ellentétben azonban az egyéni elvárásokat egy bizonyos szintre, az egzisztenciális keresés szintjére helyezi.
Javasolja, hogy a karrier kiégés kezelésénél alapvető fontosságú, hogy három kérdéssel kell foglalkozni: Pszichodinamikailag miért választotta ez a személy a
ezt a bizonyos karriert, és milyen egzisztenciális jelentőséget várt tőle? Miért érzi ez az egyén a kudarc érzését az egzisztenciális
keresésben? hogyan kapcsolódik a kudarcérzés a kiégéshez?
Ezek az elvárások és motivációk univerzálisak lehetnek, a legtöbb, a szakmai életbe lépő ember által osztott elvárások: jelentős befolyást gyakorolni, megbecsülést kivívni. Ezek lehetnek egy szakmára jellemzőek is. Ayala Pines hangsúlyozza, hogy "bár minden szakma vonzza a maga sajátos hivatását, a "segítő" szakmák mind egy közös törekvésre válaszolnak: másokért és másokkal együtt tenni dolgokat. A motivációk lehetnek személyesek is, azaz egy romantikus kép, egy karizmatikus személyiség, aki azonosulási modellként szolgált, stb. inspirálhat. Akár univerzálisak, akár egy szakmához kötődnek, akár személyesebbek, csak kedvező munkakörnyezetben valósulhatnak meg.
Az autonómia és a társadalmi támogatás élvezete, a változatos tevékenységek és a döntéshozatalban való részvétel olyan szervezeti változók, amelyek elősegítik ezeket a motivációkat. Ezek megvalósítása megerősíti a kezdeti célokat, a részvétel pozitív körforgásában, vagy "erényes körforgásában". Ha azonban az egyén kedvezőtlen környezettel szembesül, például mennyiségi és minőségi túlterheltséggel, bürokratikus nyomással és ellentmondásos követelményekkel, akkor nem lesz képes elérni eredeti céljait, és egy negatív körbe kerül. Azonban nem a kudarc mint olyan okozza a kiégés szindrómát, hanem inkább az a felfogás, hogy bármennyire is igyekszik, nem mondhatja el magáról, hogy jelentős hatást ért el.
Valójában ezt a modellt mint olyat nem tesztelték. Ayala Pines azért találta ki, hogy a kiégéssel kapcsolatos műhelymunkák és képzések során végzett kutatásai és megfigyelései eredményeit értelmezze. Ayala Pines nem korlátozza a kiégés szindrómát a "segítő" szakmákra, sőt, még csak nem is a munkaszituációkra. Párkapcsolatokban is kereste 1993 és 1994 között vagy politikai konfliktusok során 1995 és 1994 között.

## Tünetek
Wilmar Schaufeli és Dirk Enzmann felsorolja a burnout-szindróma tüneteit. Százharminckettőt tartanak számon, de figyelmeztetnek arra, hogy a valóságban "e tünetek többsége inkább kontrollálatlan klinikai megfigyelésekből vagy meghatározatlan módon elemzett interjúkból származik, mintsem szigorúan megtervezett és pontosan elvégzett kvantitatív vizsgálatokból".
- A testi-szellemi kimerültség jelei. (Megfelelő mennyiségű többletpihenéssel, például a délutáni alvással sem szűnik meg.)
- Munkában megfelelési-bizonyítási kényszer. Önfeláldozó életmód.
- A személy saját lelki-fizikai szükségleteinek háttérbe helyezése, elhanyagolása.
- Általánossá válik a közömbösség, az empátiás készség visszafejlődése, fásultság, visszahúzódás vagy védekező viselkedés.
- Az intolerancia növekedése. Fokozott érzékenység a stresszre.
- Az egyén saját „belső világával” való kapcsolat elvesztése. Pl.: idegennek érzik testüket.
- depresszió, belső üresség érzése, reménytelenség.
- Alacsony önértékelés, a munkateljesítmény csökkenése.
- Szélsőséges esetben a végső kiszállás vágya.
- A személyközi kapcsolatokban negatív, cinikus, rosszindulatú kommunikációs stílus. Megfigyelhető még közöny, érzelemmentesség, visszahúzódás, fásultság vagy túlérzékeny, védekező viselkedés.
- Nem korlátozódik a szakmai tevékenységre, hanem életérzéssé alakul, a magánéletben is kiábrándulttá, cinikussá, negatív szemléletűvé, rosszindulatúvá válik az egyén.

## A kiégés okai: egy többtényezős jelenség
A kiégési szindróma okai három szinten kereshetőek: szervezeti, egyénközi (interperszonàlis kapcsolatok) és egyénen belüli (individuàlis tényezők) szinten.

### A Szervezeti környezet
Szervezeti szinten a tevékenység tartalmának és a kontextusnak a hatását vizsgáljuk, amelyben a tevékenység zajlik.A munkatúlterhelés, az elvégzendő feladatok tempója, az időnyomás, a hosszú és kiszámíthatatlan munkaidő, a monoton és inger nélküli, standardizált eljárásokkal végzett munka példák a tevékenység tartalmát tükröző változókra. A rosszul meghatározott, ellentmondásos szerepek, az elszigeteltség és a társadalmi támogatás hiánya, a családi és szakmai élet közötti konfliktus, a bizonytalanság összefüggésbe hozható a kiégési szindróma egy vagy több dimenziójával. A munka új formáit és veszélyeit egyre inkább figyelembe veszik. A vizsgált változók azonban inkább mikro-szervezeti vagy mikro-társadalmi szinten vannak, a makro-szervezeti vagy makro-társadalmi elemzések rovására, amelyek figyelembe veszik az intézmény szerkezetét, a hierarchikus szervezetet, a vezetési stílust stb. Ez az irányultság kétféleképpen magyarázható. Ez a tendencia kétféleképpen magyarázható. Először is, a kutatásban a helyi elméletek dominálnak, amelyek korlátozott számú jelenséget próbálnak megmagyarázni korlátozott számú változóval, amelyek könnyebben operacionalizálhatók és tanulmányozhatók. Másodszor, a vállalatok nem szívesen engedik, hogy a kutatók megvizsgálják a vezetési módszerek hatását a munkavállalók egészségére. Egyes vállalatok még azt is támogatják, hogy az emberi erőforrásokat a stressz segítségével kezeljék.

### Interperszonàlis kapcsolatok
Ezen a szinten elsősorban a kiegyensúlyozatlan, igazságtalan kapcsolatok, konfliktusok hatását, de a szociális támogatás vagy annak hiányàt is vizsgálják. Az interperszonàlis kapcsolatok kifejezetten elősegithetik a kiégési létet a szolgàltatói szakmàkban, hiszen ott a másokkal való kapcsolatok döntő fontosságúak.

### Individuàlis tényezők
A kutatók nagy erőfeszítéseket tesznek a személyiségváltozók szerepének azonosítására, ami hajlamos a kiégés szindrómát specifikusabbá tenni, és azzal a veszéllyel jár, hogy a kiégés egy egyénileg kiemelendő és kezelendő problémává válik, elutasítva szervezeti okait és társadalmi és kollektív dimenzióját Egyéni jellemzők befolyásolják az emberek képességét arra, hogy megbirkózzanak munkai követelményekkel, és hogy milyen erőforrásokat igyekeznek mozgósítani. Egyesek úgy érzik, hogy másoknál jobban képesek kontrollálni a helyzetet, mozgósítani a kollégáik támogatását, és ezt a támogatást hatékonyan felhasználni. A kutatások szerint a neuroticizmus, a pszichológiában elismert öt fő személyiségvonás egyike, jobban előrejelzi a kiégést, mint a munkahelyi stressz vagy a munkahelyi szociális támogatás.
Egyéni szinten az attitűdszféra is érdekel bennünket, különösen az egyének elvárásai, illetve az elvárások és a munkahelyi valóság közötti szakadék. A szociodemográfiai változókat is figyelembe vesszük, amikor a férfiak és nők közötti különbségeket, az életkor, a nem vagy a családi állapot hatását vizsgáljuk.

## Stádiumok
1. Idealizáció szakasza: túlzott lelkesedés, fokozott teljesítmény.
2. A realizmus fázisa: amikor a lelkesedés alábbhagy, az egyén tisztában van képességeivel, kompetenciájával, tevékenységének lehetőségeivel és korlátaival, valóságos képet alkot önmagáról és a munkájáról.
3. A stagnálás vagy kiábrándulás fázisa: amikor a munka már nem jelent örömet, a motivációk csökkennek, a szakember feladatait rutinszerűen végzi.
4. A frusztráció fázisa: A szakember ingerlékeny, feszült lesz, stressztűrése csökken.
5. Az apátia/fásultság fázisa és/vagy a pálya elhagyása, az illető már a magánéletben sem talál semmi örömet.

A kiégés visszafordítható folyamat, bármely szakaszban történő beavatkozás esetén korábbi fázisok elérése lehetséges. Amennyiben nem történik hatékony beavatkozás, a folyamat végén pályaelhagyás, súlyosabb esetben valamilyen függőség (alkoholizmus, kábítószer-függőség) is kialakulhat, de előfordulhat öngyilkosság is.

## A kiégés kezelési lehetőségei
A különböző szakaszokban a kezelés lehetőségei mások. Az idealizáció fázisában a valóságos helyzetre való összpontosítás, az irreális elképzelések, célok átformálása a feladat. A stagnáció fázisában a mozgósítás, szakmai képzések, csapatépítő tréningek, a munkatársakkal való kapcsolat erősítése fordíthatja vissza a folyamatot, míg a frusztráció időszakában a pozitívumok kiemelése, a változtatások lehetőségének megteremtése előnyös. Az apátia fázisában új, reális célok keresése mozdíthatja ki a szakembert állapotából.

## A kiégés megelőzésének lehetőségei
A kiégés prevenciója két szinten lehetséges: szervezeti (jobb munkafeltételek biztosìtàsa, munkahelyi stressz kezelése) vagy egyéni (relaxàciòs technikàk, önfejlesztés, önismeret) lehet. Tovàbbà megkülönböztethetünk a primer prevenciós intervenciók és a szekunder prevenciós intervenciók között. Az előbbi àltalànossàgban a stresszforràsok kiküszöbölését célozzàk, példàul a munkakör újtratervezése àltal, vagy munkatàrsi tàmogató csoportokon keresztül. Mìg a szekunder prevenciòk a stressztünetek csökkentésére irànyul (meditàció, légzés gyakorlatok, kognitív viselkedésteràpiàs módszerek).
A kiégés megelőzésében legnagyobb szerepe az egyén személyiségének van. Az önismereti fejlődés folyamatának vállalása, a folyamatos önreflexió a prevenció egyik alappillére. A munkához való hozzáállás változása is szükséges. Az idealisztikus elképzeléseket, az irreális célkitűzéseket fel kell váltsa a reális szemlélet, a saját korlátok figyelembe vétele. Sok humán foglalkozású úgy gondolja, a személyisége az egyik munkaeszköze, és ha kudarcot vall, hajlamos ezt saját személyisége hiányosságainak tulajdonítani, mely önvádhoz, bűntudathoz vezethet. Célszerű felmérni, mi a szakember kompetenciája, mely tényezők múlnak rajta, mely tényezőkért felel a kliens/beteg/tanítvány/gondozott, és melyekért felelősek a körülmények. A segítettekhez való hozzáállás is meghatározó, nehéz, ám nélkülözhetetlen az egyensúly megtalálása az empatikus hozzáállás, az együttérzés és a kívül maradás, a távolságtartás között. A mérleg felborulása árthat segítettnek és segítőnek egyaránt. Fontos a kudarcok helyett a sikerekre, a célok helyett a folyamatra való koncentrálás.
A különböző relaxációs-meditációs technikák elsajátítása és alkalmazása is hatékony kiégés megelőzésében, illetve kezelésében, mely elősegíti a stresszes mindennapokban a pihenést, a „befelé” tekintést, a bensőséges elmélyülést. (Pl.: jóga, autogén tréning, progresszív relaxáció, légzőgyakorlatok.)
Megelőzhetjük a kiégést megfelelő idő-menedzsmenttel, a munkaidő és a szabadidő éles elkülönítésével, a határidők betartásával, a különböző programok és a napi rutin megtervezésével. Fontos a szünetek beillesztése, melyekben próbáljunk kikapcsolni, nem a munkával foglalkozni, és időt szakítani kellemes, megnyugtató levegőzésre, melyekből akár 10 perc is felemelő lehet.
A munkaköri terhelést a szabadidő számunkra hasznos eltöltésével ellensúlyozhatjuk. Például ülő munka esetén mozgalmas hobbit válasszunk, fussunk, végezzünk aerobic gyakorlatokat. Ha szigorúan ellenőrzött rutintevékenységet folytatunk, keressünk kalandos kikapcsolódást, túrázzunk a természetben, menjünk el vadvízi evezésre, ejtőernyőzzünk, vegyünk részt közéleti programokon, kreativitásunkat kiélhetjük a főzésben, különböző alkotások létrehozásában (rajzolásban, zeneszerzésben, hímzésben stb.). Ha unalmas, elismerést nélkülöző munkát végzünk, válasszunk versenysportot. Ha egyedül kell dolgoznunk, munka után éljünk társas életet, játszunk csapatjátékokat. Ha mozgalmas, stresszel teli munkánk van, vonuljunk ki hétvégenként a természetbe, horgásszunk, olvassunk, hagyjunk időt az egyedüllétre, a regenerálódásra.
A munkahelyi nehézségek elviselését segítik a munkahelyen kívüli támogató kapcsolatok, a megfelelően funkcionáló, támogató családi légkör, a konstruktív baráti kapcsolatok, melyek a kikapcsolódást teszik lehetővé.
Fontos, hogy az alkalmazottaktól ne várjon a vezető hosszú távon átlagon felüli teljesítményt, mert a túlhajszolás éppen az ellenkező hatást érheti el, a fáradtság dekoncentrálttá teszi az egyént, mely sikertelenséghez, majd kiégéshez vezet.
A vezető javíthat a munkakörülményeken, a technikai feltételek fejlesztésével, mely jelentheti a szükséges munkaeszközök biztosítását, de vonatkozhat a megfelelő hőmérsékletre (télen fűtés, nyáron légkondicionáló), kényelmes bútorokra, konyha, étkező kialakítására. A komfortos, esztétikus környezet hatást gyakorol a benne dolgozókra.
A legtöbb humán foglalkozás esetén a szupervízió is hasznos, a kiégési szindrómát megelőző módszer.
Jótékony hatása van a csapatépítő összejöveteleknek is, előnyös, ha a vezető figyelmet fordít arra, hogy alkalmazottai között együttműködésen alapuló, harmonikus kapcsolat legyen.

## Más betegségekkel való összefüggés
Egyre több bizonyíték utal arra, hogy a kiégés etiológiailag, klinikailag és nosológiailag is hasonló a depresszióhoz. Egy vizsgálatban, amely közvetlenül összehasonlította a kiégett munkavállalók és a klinikailag depressziós betegek depressziós tüneteit, nem találtak diagnosztikailag szignifikáns különbségeket a két csoport között; a kiégett munkavállalók ugyanannyi depressziós tünetet jelentettek, mint a klinikailag depressziós betegek. Továbbá Bianchi, Schonfeld és Laurent (2014) tanulmánya kimutatta, hogy az MBI-n nagyon magas pontszámot elért munkavállalók mintegy 90%-a megfelel a depresszió diagnosztikai kritériumainak. Egyes szerzők a kiégés nosológiai fogalmának felülvizsgálatát vagy akár teljes elhagyását javasolták, tekintettel arra, hogy nem egy különálló rendellenességről van szó, és hogy a kiégés diagnosztikai kritériumairól nincs egyetértés.
A tanulmányok újabb generációja azt jelzi, hogy a kiégés, különösen annak kimerültségi dimenziója, problémásan átfedésben van a depresszióval; ezek a tanulmányok kifinomultabb statisztikai technikákra támaszkodtak, például a feltáró strukturális egyenletmodellezés (ESEM) bifaktorelemzésére, mint a témával foglalkozó korábbi tanulmányok. Az ESEM bifaktorelemzés előnye, amely egyesíti a feltáró és a megerősítő faktorelemzés legjobb tulajdonságait, az, hogy granulárisan vizsgálja az elem-konstrukció kapcsolatokat, anélkül, hogy a korábbi burnout-kutatók csapdáiba esne .
Liu és van Liew azt írta, hogy "a kiégés kifejezést olyan gyakran használják, hogy sokat veszített eredeti jelentéséből. Eredeti használatában a kiégés a stressz okozta boldogtalanság enyhe fokát jelentette. A megoldások a nyaralástól a sabbaticalig terjedtek. Végül a fáradtságtól a súlyos depresszióig mindenre használták, és most úgy tűnik, hogy a depresszió alternatív szavává vált, de kevésbé súlyos jelentéssel" (434. o.). A szerzők a kiégést a depressziós hangulattal járó alkalmazkodási zavarral teszik egyenlővé.
A kiégést a Helfer szindrómàval is pàrhuzamba lehet hozni, de fontos hogy megkülönböztessük öket. A Helfer szindromàt, Schmidbauer nevezte meg 1977-ben. "Schmidbauer szerint a Helfer-szindróma a segítő saját ingatag pszichés egyensúlyával hozható összefüggésbe, ami a szociális segítésen keresztül merev életformává alakul. A pályaválasztás motivációja az öngyógyítás. A segítő szindróma a humanisztikus pályamotiváció sajátos alakulása, míg a kiégésfogalmát inkább a munkastresszel hozzák kapcsolatba." 981 o.

## Leginkább érintett foglalkozások
- Ápolók (főleg haldokló vagy súlyos betegeket, idős embereket kezelő kórházi osztályokon dolgozók)
- Orvosok (Leggyakoribb háziorvosok között)
- Pszichiáterek
- Pedagógusok/oktatók
- Pszichológusok
- Lelkészek
- Szociális munkások
- Könyvtárosok (leginkább egyetemi vagy központi könyvtárakban, szakinformációban, olvasószolgálatban dolgozók)
- Rendőrök
- Rendszergazda – informatikusok
- Programozók
- Felsővezetői munkakörben dolgozók
- Ügyfélszolgálati munkakörben dolgozók
- Pénzügyi tanácsadók
- Politikusok
- Médiában dolgozók (leginkább a háttérben dolgozók)
- Jelnyelvi tolmácsok
- Pénzváltóban dolgozók

## Lásd még
- stressz
- pszichológia
- Részvét-fáradtság
- Mentálhigiéné
- Lelkisegély-szolgálat
- depresszió

### Bibliográfia
Magyar:
- Antalka Ágota: Modern világunk népbetegsége a kiégés; Mentor Könyvek, Marosvásárhely, 2020
- Byung-Chul Han: A kiégés társadalma; ford. Miklódy Dóra, Simon-Szabó Ágnes; Typotex, Budapest, 2019
- És ki segít a segítőnek? Pető Csilla. In: Család, gyermek, ifjúság. 1998; 3:12-6.
- Segítő foglalkozások kockázatai helfer-szindróma és burnout-jelenség. Fekete Sándor: Psychiátria Hungarica, 1991. VI. évf. 1729.
- Először tűz és láng, majd kiégés. A burnout szindróma pszichodramatikus kezelése tanár-továbbképzési szupervíziós csoportokban.I. Gotlind Kasper, Friedberg: Az überlingeni Moreno Intézet kollokviumára készült dolgozat, 1991.
- A meghitt távolság Hennezel, Marie de. Ford. Dr. Hegedűs Katalin. In: Kharón Thanatológiai Szemle 1998;1:8.
- Kiégett hívő élet Malcolm Smith ; ford.: Kisházy Mária kiad.: a "Jó Hír" Iratmisszió Alapítvány Budapest Jó Hír Iratmisszió Alapítvány, 2000 ISBN 963-00-2391-1
- Miért? Rendszerelmélet és lelkigondozói gyakorlat Hézser Gábor; kiad.: A Magyarországi Református Egyház Kálvin János Kiadója, 2001 ISBN 963-300-893-X, 80-160.
- Az egészségügyi ellátás néhány szociológiai problémája. Tahin T., Makó Cs., Jeges S. (1979): Társadalomtudományi Közlemények 9, 37-50.
- Baráth Á., Brettner Zs., Mucsi G. (2009): Önsegítés és kölcsönös sorstárstámogatás segítőknek nehéz helyzetekben és munkahelyeken. In: Szociális Szemle. II. évf. 1-2. sz. 45-60.
- Mándi N., Fekete S. (2009): A segítő krízise. In: Csürke J. és mtsai (szerk.): Mindennapi kríziseink. A lélektani krízis és a krízisintervenció kézikönyve. Lélekben otthon könyvek. Oriold és Társai. Budapest. 249-278.

Idegen nyelvű:
- Burnout und Stress : Praxismodelle zur Bewältigung hrsg. von Ernst Meyer VII, 201, [3] p. : ill. ; 23 cm 3-87116-950-1
- A review and integration of research on job burnout Cordes, C. and Dougherty, T. (1993). Academy of Management Review, 18, 621-656. Cited in O'Driscoll, M.P. and Cooper, C.L. (1996).
- Sources of Management of Excessive Job Stress and Burnout. In P. Warr Ed.), Psychology at Work Fourth Edition. Penguin.
- Tailoring treatment strategies for different types of burnout Farber, B. A. (1998). Paper presented at the Annual Convention of the American Psychological Association, 106th, San Francisco California, August 14-18. ED 424 517
- Staff burnout. Freudenberger, H. J. (1974). Journal of Social Issues, 30(1), 159-165.
- Authentic leaders creating healthy work environments for nursing practice. Shirey MR. American Journal of Critical Care May 2006. Vol. 15, Iss. 3; p. 256
- Taming burnout's flame Krista Gregoria Lussier. Nursing Management Chicago: Apr 2006. Vol. 37, Iss. 4; p. 14
- A Scientific Solution To Librarian Burnout dy Craig S. Shaw New Library World Year 1992 Volume: 93 Number: 5
- Stress and Burnout in Library Service. Caputo, Janette S.Phoenix, AZ: Oryx Press, 1991.
- An assessment of burnout in academic librarians in America using the Maslach Burnout Inventory (the MBI) by Ray, Bernice, Ph.D., Rutgers The State University of New Jersey – New Brunswick, 2002, 90 pages; AAT 3066762
- "Organizational Climate" and "Locus of Control" as Factors in Secondary School Teacher Burnout Yehudith Berkowitz, Endre Barko 2001 138 p. 30 cm
- How We Can Motivated and Prevent Burnout Among Teachers at the "Miftan" Alkorat Zecharia 2001 157 p. 30 cm 2001 ELTE Doktori disszertáció
- The Relationship between Guidance and the Level of Burnout among Teachers Sari Sadan ; Counselor: Erzsébet Golnhofer 2001 ELTE Doktori disszertáció
- Teachers Burnout – Comparison between "Miftan" School Teachers in Special Education, to Comprehensive School Teachers in Regular Education (készítette:) Zidky-Gat Zafra; Counselor: Falus Iván 2001 218 p. ELTE Doktori disszertáció
- The Influence of the "Level of Community" of the Elemantary School on the School Climate, the Burnout of the Teachers, and the Satisfaction of the Teachers and Students / Shifra Krool ; Counselor: Schaffhauser Ferenc 2001 ELTE Doktori disszertáció
- Students and Teachers on the edge of Burnout, Doksi.net (2022)